# Czerlonka
Czerlonka – wieś w Polsce położona w województwie podlaskim, w powiecie hajnowskim, w gminie Białowieża. Leży na obszarze Puszczy Białowieskiej i na trasie linii kolejowej Hajnówka – Białowieża Towarowa (obecnie nieczynnej). 
Wieś jest siedzibą sołectwa Czerlonka w którego skład wchodzi również osada Zwierzyniec.
W latach 1975–1998 miejscowość administracyjnie należała do województwa białostockiego.
Prawosławni mieszkańcy wsi należą do parafii św. Mikołaja w Białowieży, a wierni kościoła rzymskokatolickiego do parafii Świętych Cyryla i Metodego w Hajnówce.
Nazwa osady pochodzi od Uroczyska Czerlon.

## Historia

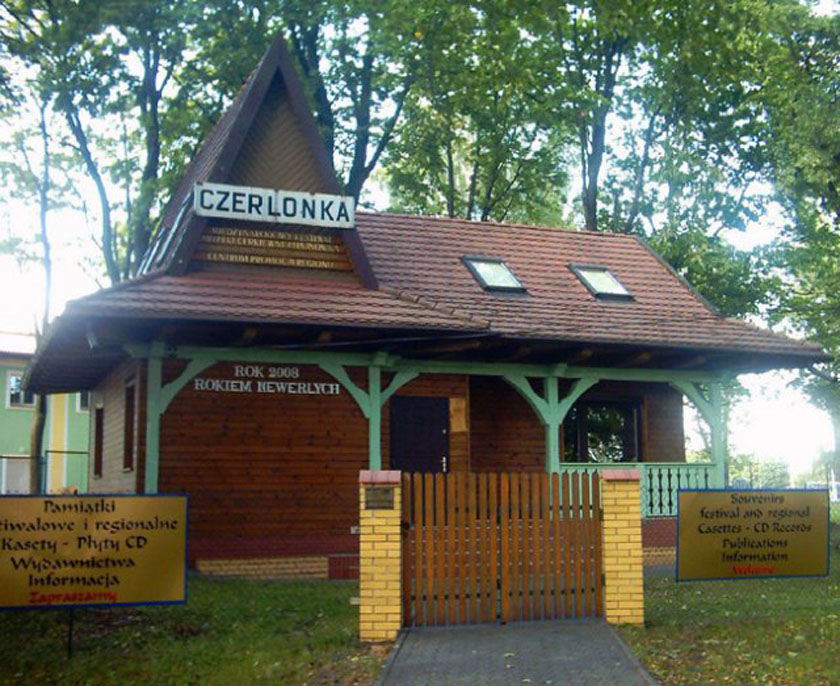
Budynek stacji kolejowej znakomity przykład miejscowej sztuki ciesielskiej pierwszej połowy XX wieku został w 1999 r. przeniesiony do Hajnówki

I wojna światowa
Osada robotników leśnych: drwali, smolarzy, karpiniarzy przybyłych na te tereny w poszukiwaniu pracy z terenów całej Polski. Szczególny rozwój osady nasila się w okresie od 1916 do 1919 roku. W tych latach okupujące te tereny wojsko niemieckie rozpoczyna eksploatację Puszczy Białowieskiej na skalę przemysłową. W okresie tym wybudowano szereg linii kolejki wąskotorowej służącej do wywozu drewna. Jedna z linii prowadziła od strony Bud do Czerlonki (obecnie przebiega w tym miejscu droga asfaltowa). Niemcy wybudowali też 3 trakowy tartak, smolarnię i majdan do przechowywania surowca. Do budowy sprowadzono 500 jeńców wojennych (Rosjan i Francuzów), 300 robotników i 30 tzw. żołnierzy fachowców. Dla jeńców i robotników wybudowano prymitywne baraki. Po zakończeniu wojny i opuszczeniu tych terenów przez wojsko niemieckie tartakiem kierował inż. Engelman.
1919-1939
Od 1921 r. miejsce niedawnych jeńców wojennych i robotników batalionów karnych przy eksploatacji Puszczy zajęli tak zwani „bałachowcy”- byli żołnierze Ochotniczej Armii generała S. Bułak–Bałachowicza. Znajdowała się tu też fabryka chemiczna zatrudniająca 240 robotników. Na tzw. Majdanie był piec do karpiny w zarządzie Braci Porowskich. Ludność Czerlonki stanowiła typowa mieszanka kulturowo-narodowościowa jaka osiedlała się na tych terenach: Polacy, Białorusini, Rosjanie, Niemcy, Ukraińcy. Przy okazji pierwszego strajku robotników w październiku 1928 r. powstaje tu koło związkowe robotników leśnych. Mieścił się tu ośrodek kierowniczy strajku.
1944-1989'
Kolejny etap rozwoju osady nastąpił w latach powojennych. Na początku lat 60. powstało osiedle domków murowanych. Za torem kolejowym znajduje się tzw. Deputat (obecnie Czerlonka Leśna). W tym czasie zaczęła tu napływać ludność z terenów całej Polski. Wybudowano sklep, który działał do końca lat 80.
Po 1989 roku

W miejscowości był przystanek kolejowy Czerlonka, jego budynek, wartościowy przykład miejscowej sztuki ciesielskiej pierwszej połowy XX wieku, został w 1999 r. przeniesiony do Hajnówki. Służy obecnie jako siedziba Centrum Promocji Regionu i Międzynarodowego Festiwalu Muzyki Cerkiewnej mieści się przy ul. Tamary Sołoniewicz.